# Kyokushin
Kyokushin (極真 (極眞) (Cực Chân)/ きょくしん trong tiếng Nhật là "chân thực") là một trường phái Karate, được thành lập vào năm 1964 bởi võ sư người Nhật gốc Triều Tiên Oyama Masutatsu. Trường phái này nổi tiếng với phong cách chiến đấu quyết liệt và mạnh mẽ cùng ý chí kỉ luật và tự rèn luyện bản thân, hiện có trên 14 triệu môn sinh trên hơn 120 quốc gia đang theo tập luyện.

## Lịch sử

### Thành Lập
Năm 1953, Oyama Masutatsu mở võ đường chính thức đầu tiên của mình -Oyama Dojo-. Võ đường ban đầu là nơi dạy cho các đệ tử về phong cách Goju-ryu Karate truyền thống. Tuy nhiên sau này, Oyama đã thêm những thay đổi và tạo ra phong cách võ thuật riêng của mình dựa trên Goju-ryu và Shotokan Karate. Điểm khác biệt chính trong cách giảng dạy của ông đó là việc cải thiện hiệu quả của đòn đánh trong trận chiến thông qua việc tung những cú đánh và đá trực diện vào đối thủ trong kumite. Trong mười năm tiếp sau, Oyama đã xây dựng võ đường, giảng dạy và biểu diễn võ thuật của mình để truyền bá nó

### International Karate Organization/Kyokushinkaikan
International Karate Organization/Kyokushinkaikan được Oyama thành lập vào tháng 4 năm 1964 và mở rộng ra nhiều nước trên thế giới. Khi thành lập, Eisaku Sato giữ chức chủ tịch và Matsuhei Mori giữ chức phó chủ tịch, với Oyama làm giám đốc (sau này là chủ tịch). Vào tháng 6 cùng năm, võ đường trụ sở (sau này là tổng hành dinh) đã được hoàn thành tại Ikebukuro, Toshima, Tokyo.Năm 1969, Oyama đã tổ chức Giải vô địch Karate Kyokushin toàn Nhật Bản đầu tiên và Terutomo Yamazaki đã trở thành nhà vô địch. Giải vô địch Kyokushin thế giới cũng được tổ chức bốn năm một lần từ lần đầu tiên tại Tokyo năm 1975.

### Phân chia
Sau khi Oyama mất, International Karate Organization (IKO) chia thành IKO-1 và IKO-2 chủ yếu do xung đột về việc ai sẽ kế thừa vị trí chủ tịch của Oyama.
Nhiều tổ chức khác cũng được lập nên.

### Hiện nay
IKO chia thành 3 tổ chức lớn:

IKO "Sosai" điều hành bởi Kuristina Oyama.
Một số tổ chức lớn khác:
WKO (World Karate Organization) điều hành bởi Kenji Midori.

## Tên
Oyama chọn tên "Kyokushin" với mong muốn sáng tạo một trường phái hướng đến sự chân thực nhất trong phong cách chiến đấu.

## Kỹ thuật và huấn luyện
Kỹ thuật và huấn luyện Kyokushin Karate chia thành Kỹ thuật cơ bản (Kihon), Quyền pháp (Kata) và Đối kháng (Kumite).

### Kata
Kata là những cách thức, đòn thế chiến đấu được hình tượng hóa thành các động tác trong những bài quyền. Những bài quyền trong hệ phái Kyokushin được chính Oyama cũng như những môn sinh nổi tiếng sáng tạo ra bên cạnh những bài quyền Karate truyền thống.
Một số bài quyền:
- Taikyoku Sono Ni
- Taikyoku Sono San
- Pinan Sono Ichi
- Pinan Sono Ni
- Pinan Sono San
- Pinan Sono Yon
- Pinan Sono Go
- Kanku Dai
- Sushiho
- Bassai-dai
- Naifanchi

##### Bài quyền độc đáo
- Sokugi Taikyoku sono Ichi
- Sokugi Taikyoku sono ni
- Sokugi Taikyoku sono san
- Gekisai Dai
- Gekisai Sho
- Tensho
- Sanchin
- Saifa (Saiha)

### Đối kháng
Đối kháng (Kumite) là điểm độc đáo và đặc biệt nhất ở Kyokushin Karate và nổi tiếng trên toàn thế giới. Điều này là bởi tính mạnh mẽ, quyết liệt cũng như tinh thần bất khuất được thể hiện rõ nét trong phong cách chiến đấu của những võ sỹ Kyokushin.
Kyokushin Karate có nền tảng là các kỹ thuật Karate truyền thống kết hợp với các đòn thế hiện đại được tổng hợp từ nhiều môn võ trên thế giới. Các võ sỹ khi tham gia Kumite thường sẽ không mang giáp bảo hộ, được sử dụng những đòn thế tay và chân mang tính sát thương cao.
Có hai hình thức phân định thắng thua là bằng Knockout và tính điểm.
Một số luật được áp dụng như: Không tấn công phần đầu bằng tay và khuỷu tay (nhưng được dùng chân tung những cú đá lên phần đầu), không được tấn công một số bộ phận như yết hầu, bộ hạ,...
Trong một số tổ chức Kyokushin, đặc biệt là bên ngoài môi trường thi đấu, người ta phải đeo găng tay và bảo vệ ống chân. Trẻ em thường đội mũ bảo hiểm để giảm tác động của bất kỳ cú đá nào vào đầu.
Kỹ thuật của Karate vô cùng đa dạng, từ các đòn đấm bằng cả hai tay vào các vị trí trên cơ thể, các cú đá thấp và cao mạnh mẽ, cho đến các đòn lên gối. Mặc dù không được sử dung trong thi đấu đối kháng, nhưng các đòn chỏ, đòn tay đao, và cả các đú đánh vào mặt cũng là điểm mạnh của môn võ này

### Tự vệ
Các kỹ thuật tự vệ đặc biệt này còn được gọi là Goshin Jitsu, được phát triển bởi Oyama và một số võ sỹ nổi tiếng dựa trên Kyokushin và một số chiến thuật và chiêu thức của môn phái Aiki-Jujutsu. Tuy nhiên, ngày nay, hệ phái này dần đổi mới mang nhiều thiên hướng thể thao, và những kỹ thuật tự vệ nay chỉ còn được huấn luyện trong một số võ đường.

### Hệ thống đai
Màu đai của Kyokushin, có nguồn gốc từ Judo.
|          | Nhập môn |  |  |  |  |  |  |  |  |  |  |  |  |  |  |  |  |  |  |  |  |                 |
| Cấp độ   |          |  |  |  |  |  |  |  |  |  |  |  |  |  |  |  |  |  |  |  |  | Trắng           |
|          |          |  |  |  |  |  |  |  |  |  |  |  |  |  |  |  |  |  |  |  |  |                 |
| 10th Kyu |          |  |  |  |  |  |  |  |  |  |  |  |  |  |  |  |  |  |  |  |  | Cam             |
|          |          |  |  |  |  |  |  |  |  |  |  |  |  |  |  |  |  |  |  |  |  |                 |
| 9th Kyu  |          |  |  |  |  |  |  |  |  |  |  |  |  |  |  |  |  |  |  |  |  | Cam 1 vạch đen  |
|          |          |  |  |  |  |  |  |  |  |  |  |  |  |  |  |  |  |  |  |  |  |                 |
| 8th Kyu  |          |  |  |  |  |  |  |  |  |  |  |  |  |  |  |  |  |  |  |  |  | Xanh            |
|          |          |  |  |  |  |  |  |  |  |  |  |  |  |  |  |  |  |  |  |  |  |                 |
| 7th Kyu  |          |  |  |  |  |  |  |  |  |  |  |  |  |  |  |  |  |  |  |  |  | Xanh 1 vạch đen |
|          |          |  |  |  |  |  |  |  |  |  |  |  |  |  |  |  |  |  |  |  |  |                 |
| 6th Kyu  |          |  |  |  |  |  |  |  |  |  |  |  |  |  |  |  |  |  |  |  |  | Vàng            |
|          |          |  |  |  |  |  |  |  |  |  |  |  |  |  |  |  |  |  |  |  |  |                 |
| 5th Kyu  |          |  |  |  |  |  |  |  |  |  |  |  |  |  |  |  |  |  |  |  |  | Vàng 1 vạch đen |
|          |          |  |  |  |  |  |  |  |  |  |  |  |  |  |  |  |  |  |  |  |  |                 |
| 4th Kyu  |          |  |  |  |  |  |  |  |  |  |  |  |  |  |  |  |  |  |  |  |  | Lục             |
|          |          |  |  |  |  |  |  |  |  |  |  |  |  |  |  |  |  |  |  |  |  |                 |
| 3rd Kyu  |          |  |  |  |  |  |  |  |  |  |  |  |  |  |  |  |  |  |  |  |  | Lục 1 vạch đen  |
|          |          |  |  |  |  |  |  |  |  |  |  |  |  |  |  |  |  |  |  |  |  |                 |
| 2nd Kyu  |          |  |  |  |  |  |  |  |  |  |  |  |  |  |  |  |  |  |  |  |  | Nâu             |
|          |          |  |  |  |  |  |  |  |  |  |  |  |  |  |  |  |  |  |  |  |  |                 |
| 1st Kyu  |          |  |  |  |  |  |  |  |  |  |  |  |  |  |  |  |  |  |  |  |  | Nâu 1 vạch đen  |
|          |          |  |  |  |  |  |  |  |  |  |  |  |  |  |  |  |  |  |  |  |  |                 |
| 1st Dan  |          |  |  |  |  |  |  |  |  |  |  |  |  |  |  |  |  |  |  |  |  | 1 đẳng          |
|          |          |  |  |  |  |  |  |  |  |  |  |  |  |  |  |  |  |  |  |  |  |                 |
| 2nd Dan  |          |  |  |  |  |  |  |  |  |  |  |  |  |  |  |  |  |  |  |  |  | 2 đẳng          |
|          |          |  |  |  |  |  |  |  |  |  |  |  |  |  |  |  |  |  |  |  |  |                 |
| 3rd Dan  |          |  |  |  |  |  |  |  |  |  |  |  |  |  |  |  |  |  |  |  |  | 3 đẳng          |
|          |          |  |  |  |  |  |  |  |  |  |  |  |  |  |  |  |  |  |  |  |  |                 |
| 4th Dan  |          |  |  |  |  |  |  |  |  |  |  |  |  |  |  |  |  |  |  |  |  | 4 đẳng          |
|          |          |  |  |  |  |  |  |  |  |  |  |  |  |  |  |  |  |  |  |  |  |                 |
| 5th Dan  |          |  |  |  |  |  |  |  |  |  |  |  |  |  |  |  |  |  |  |  |  | 5 đẳng          |
|          |          |  |  |  |  |  |  |  |  |  |  |  |  |  |  |  |  |  |  |  |  |                 |
| 6th Dan  |          |  |  |  |  |  |  |  |  |  |  |  |  |  |  |  |  |  |  |  |  | 6 đẳng          |
|          |          |  |  |  |  |  |  |  |  |  |  |  |  |  |  |  |  |  |  |  |  |                 |
| 7th Dan  |          |  |  |  |  |  |  |  |  |  |  |  |  |  |  |  |  |  |  |  |  | 7 đẳng          |
|          |          |  |  |  |  |  |  |  |  |  |  |  |  |  |  |  |  |  |  |  |  |                 |
| 8th Dan  |          |  |  |  |  |  |  |  |  |  |  |  |  |  |  |  |  |  |  |  |  | 8 đẳng          |
|          |          |  |  |  |  |  |  |  |  |  |  |  |  |  |  |  |  |  |  |  |  |                 |
| 9th Dan  |          |  |  |  |  |  |  |  |  |  |  |  |  |  |  |  |  |  |  |  |  | 9 đẳng          |
|          |          |  |  |  |  |  |  |  |  |  |  |  |  |  |  |  |  |  |  |  |  |                 |
| 10th Dan |          |  |  |  |  |  |  |  |  |  |  |  |  |  |  |  |  |  |  |  |  | 10 đẳng         |
|          | Cao nhất |  |  |  |  |  |  |  |  |  |  |  |  |  |  |  |  |  |  |  |  |                 |

## Ảnh hưởng
Kyokushin đã ảnh hưởng và trở thành một trong những nền tảng cho các hệ phái Karate Full-contact (tiếp xúc toàn lực với mục tiêu knock out đối thủ). Một số lưu phái bắt nguồn từ Kyokushin như Ashihara Karate, Budokaido, Godokai, Enshin Karate, Seidō juku, Musokai, Shidōkan và Seidokaikan.
Các võ sỹ Kyokushin Karate cũng rất nổi tiếng trên các võ đài MMA và tạo ảnh hưởng sâu rộng.
Giải đấu K-1 Kickboxing cũng có nguồn gốc từ hệ phái Seidokaikan vốn là một nhánh của Kyokushin. Nhiều võ sĩ Kickboxing nổi tiếng trên thế giới như "Samurai mắt xanh" Andy Hug hay Masahiro Yamamoto đều bắt đầu từ karate Kyokushin và các phong cách Karate full-contact khác.

## Văn hóa đại chúng

### Trò chơi
Phong cách của Ryu và Ken trong  Street Fighter được lấy cảm hứng từ Kyokushin.
Ngoài ra có Jean Kujo trong Virtual Fighter .
Jin Kazama trong game loạt game Tekken với một trong các phong cách chiến đấu chính của anh ta là Karate truyền thống dựa trên Kyokushin ngoài đời.
Solara trong Marvel Nemesis: Rise of the Imperfects.
Kyokushin trong SNK Playmore's Art of Fighting, Fatal Fury, and King of Fighters. 
Ngoài ra:
The Fallen Angels 
Ichigeki: Hagane no Hito 
Karate Master Knock Down Blow 

### Phim
Kyokushin trong các phim Champion of Death và Karate for Life.
Trong You Only Live Twice.

### TV
Show Fight Quest.
Trong chương trình Human Weapon.

## Một số võ sỹ nổi tiếng
- Hajime Kazumi
- Terutomo Yamazaki
- Bas Rutten
- Sonny Chiba
- Georges St-Pierre
- Uriah Hall
- Sean Connery
- Dolph Lundgren
- Glen Murphy
- Michael Rooker
- Michael Jai White
- Andy Hug
- Jérôme Le Banner
- Francisco Filho
- Glaube Feitosa
- Semmy Schilt
- Nikita Krylov
- Davit Kiria
- Vladimir Putin
- Mamed Khalidov
- Tiger Schulmann
- Mariusz Pudzianowski
- Mareks Lavrinovics